# I Just Called to Say I Love You
Singles de Stevie Wonder
Frontline
(1983) Love Light in Flight
(1984)
I Just Called to Say I Love You  est une chanson américaine de 1984 composée, écrite et interprétée par Stevie Wonder, extraite de la bande originale du film La Fille en rouge.

## Histoire
Éditée chez Motown, appartenant au genre R&B et au style soul, cette chanson au thème simple et sentimental, avec son accompagnement typique du milieu des années 80 (synthétiseurs et drum-machines) et sa fin en cha-cha-cha fut détestée des critiques[réf. nécessaire] : elle différait trop des œuvres d'avant-garde produites par Wonder dans les années 1970.
Elle se classe no 1 dans le Billboard Hot 100, les Adult Contemporary Tracks et les Hot Black Singles américains, mais aussi dans les hit-parades australien, allemand, britannique, finlandais, français, irlandais, néerlandais, néo-zélandais, suédois et suisse. Elle reçoit le Golden Globe de la meilleure chanson originale et l'Oscar de la meilleure chanson originale en 1984, puis le British Academy Film Award de la meilleure chanson originale en 1985. En France, cette chanson a eu la particularité d'être no 1 avant la création du Top 50, puis no 1 dans le Top 50.
I Just Called To Say I love You fut au centre d'une polémique : le compositeur Lee Garret attaqua Stevie Wonder au motif de plagiat de sa chanson I Just Called to Say et il fut aussi avancé que l'œuvre n'avait pas été écrite dès l'origine pour figurer dans la bande sonore d'un film, ce qui invalidait l'attribution de l'Oscar. Ces allégations furent abandonnées comme étant sans fondement.
La chanson figure sur la compilation Number Ones, regroupant les plus grands succès de Stevie Wonder au Billboard américain.

## Classements et certifications
| Classement (1984)                      | Meilleure position |
| -------------------------------------- | ------------------ |
| Afrique du Sud (Springbok Radio)       | 1                  |
| Allemagne (Media Control AG)           | 1                  |
| Australie (Kent Music Report)          | 1                  |
| Autriche (Ö3 Austria Top 40)           | 1                  |
| Belgique (Flandre Ultratop 50 Singles) | 1                  |
| Belgique (Flandre VRT Top 30)          | 1                  |
| Canada (100 Singles)                   | 1                  |
| Canada (Adult Contemporary)            | 1                  |
| Canada (CHUM)                          | 1                  |
| Danemark (IFPI)                        | 1                  |
| Espagne (AFYVE)                        | 1                  |
| États-Unis (Adult Contemporary)        | 1                  |
| États-Unis (Billboard Hot 100)         | 1                  |
| États-Unis (Cash Box)                  | 1                  |
| États-Unis (Hot Black Singles)         | 1                  |
| Union européenne (Eurochart Hot 100)   | 1                  |
| France (SNEP)                          | 1                  |
| Irlande (IRMA)                         | 1                  |
| Italie (FIMI)                          | 1                  |
| Norvège (VG-lista)                     | 1                  |
| Nouvelle-Zélande (RMNZ)                | 1                  |
| Pays-Bas (Nederlandse Top 40)          | 1                  |
| Pays-Bas (Single Top 100)              | 1                  |
| Pologne (Classements Singles)          | 1                  |
| Royaume-Uni (UK Singles Chart)         | 1                  |
| Suède (Sverigetopplistan)              | 1                  |
| Suisse (Schweizer Hitparade)           | 1                  |

| Classement (1984)              | Position |
| ------------------------------ | -------- |
| Australie (Kent Music Report)  | 6        |
| Autriche (Ö3 Austria Top 40)   | 9        |
| Belgique (Flandre Ultratop 50) | 1        |
| Canada (Top 100 Singles)       | 1        |
| États-Unis (Billboard Hot 100) | 25       |
| États-Unis (Cash Box)          | 9        |
| Italie (FIMI)                  | 1        |
| Pays-Bas (Nederlandse Top 40)  | 1        |
| Pays-Bas (Single Top 100)      | 4        |
| Suisse (Schweizer Hitparade)   | 11       |

| Classement (1985)             | Position |
| ----------------------------- | -------- |
| Australie (Kent Music Report) | 63       |

| Classement (1980–1989)         | Position |
| ------------------------------ | -------- |
| Royaume-Uni (UK Singles Chart) | 3        |

| Classement (1969–1989)           | Position |
| -------------------------------- | -------- |
| Afrique du Sud (Springbok Radio) | 10       |

| Classement                     | Position |
| ------------------------------ | -------- |
| Royaume-Uni (UK Singles Chart) | 12       |

### Certifications
| Pays              | Certification | Date               | Ventes    |
| ----------------- | ------------- | ------------------ | --------- |
| Allemagne (BVMI)  | Or            | 1984               | 250 000   |
| Canada (CRIA)     | 3 × Platine   | 1er février 1985   | 30 000    |
| États-Unis (RIAA) | Or            | 8 novembre 1984    | 500 000   |
| France (SNEP)     | Or            | 1984               | + 800 000 |
| Royaume-Uni (BPI) | 2 × Platine   | 1er septembre 1991 | 1 840 000 |

## Récompenses
- 1984 : Golden Globe de la meilleure chanson originale
- 1984 : Oscar de la meilleure chanson originale
- 1985 : British Academy Film Award de la meilleure chanson originale

## Versions

### Version deDalida
Singles de Dalida
Kalimba de Luna
(1984) Reviens-moi
(1984)
Dalida adapte la chanson en français sous le titre Pour te dire je t'aime. Les paroles françaises sont écrites par Didier Barbelivien. Elle est sortie en single en fin d'année 1984. Le titre sort en face A du single, avec en face B la version française de Kalimba de Luna.

### Autres versions
Enregistrée en anglais (sauf mention contraire) par, :
- Jason Allen (country)
- Julie Anthony
- John Arpin (instrumental)
- Die Ärzte
- Big Daddy
- Acker Bilk (instrumental)
- Peter Breiner (instrumental)
- Pud Brown (instrumental)
- Tony Christie
- Richard Clayderman (instrumental)
- Ray Conniff
- Sacha Distel (en français : Je t'appelle pour dire que je t’aime)
- Craig Douglas
- Don Estelle
- Freddy Fender
- James Galway (instrumental)
- Gilberto Gil (en portugais : Só chamei porque te amo)
- Francis Goya (instrumental)
- John Holt
- Engelbert Humperdinck
- Howard Keel
- Fariborz Lachini (instrumental)
- James Last (instrumental)
- J.B.O.
- Daliah Lavi (en allemand : Ich wollt' nur mal mit dir reden)
- Vicky Leandros
- Barry Manilow
- Mantovani (instrumental)
- Des O'Connor
- Fausto Papetti (instrumental)
- John Prine, the Secret Sisters
- The Shadows
- Shinehead
- Diane Schuur
- The Stylistics
- Teresa Teng
- Toots Thielemans (instrumental)
- Frankie Vaughan
- Bert Weedon (instrumental)
- Roger Williams
- Stevie Wonder
- Stevie Wonder avec Herbie Hancock et Raul Midón
- Klaus Wunderlich (instrumental)

En 2025, elle est reprise en bachata par Prince Royce sur son album Eterno.

## Au cinéma
La chanson est brocardée par Barry (joué par Jack Black), un vendeur de disques extraverti et cynique, aux vastes connaissances en musique moderne, dans le film High Fidelity de Stephen Frears.
Elle est interprétée au carillon par Stefano Colletti, professeur au conservatoire de Douai, dans le film Bienvenue chez les Ch'tis, dans une scène où  Antoine Bailleul (joué par Dany Boon) déclare sa flamme à Annabelle Deconninck (jouée par Anne Marivin),.